# Йоганнес Бенедиктус ван Гьотц
Йоганнес Бенедиктус ван Гьотц (нід. Joannes Benedictus van Heutsz; 3 лютого 1851 — 11 липня 1924) — нідерландський військовий і політичний діяч, генерал-лейтенант, п'ятдесят п'ятий генерал-губернатор Голландської Ост-Індії.

## Біографія

### Родина
Ван Гьотц був сином Яна франсіска ван Гьотца і Марії Люсіллі Кокен. його батько і дід були артилерійськими офіцерами. Перша його дружина померла під час пологів. 22 березня 1877 року він одружився вдруге Марії Генрієті ван дер Цваан. Мав чотири сина і дві дочки.
Його син, Йоган Бастіан ван Гьотц (1882-1945) був лікарем тропічної медицини. Під час другої світової війни він вступив добровольцем в Ваффен-СС, був військовим лікарем, отримав звання оберштурмбанфюрера.

### Кар'єра
В 1867 році ван Гьотц вступив на військову службу. В 1873 році за його проханням він був переведений в армію Голландської Ост-Індії. У вересні цього року він переїхав до Сурабаї. де був відправлений в тридцятий піхотний батальйон. Через деякий час він був переведений в третій піхотний батальйон, що розміщувався в Ачеху. В цей період ван Гьотц сформував думку, що вирішити проблему Ачеху потрібно військовим чином. яку він виклав в анонімній статті "Цивільна чи військова адміністрація", надрукованій у військовому журналі 15 листопада 1882 року.
З 1881 по 1883 роки ван Гьотц знаходився на навчанні у Вищій школі офіцерів в Гаазі. В 1883 році він повернувся в Ост-Індію, де протягом шести років командував різними гарнізонами. В 1886 році він отримав звання капітана і в 1889 році повернувся в Ачех. Він увійшов в Korps Marechaussee te voet, брав участь у військових діях. 
В цей час він познайомився зі Крістіаном Снуком-Хюргроньє- нідерландським вченим-ісламологом. Він мав схожі погляди щодо того, що Ачех має бути підкорений військовим шляхом. Снук-Хюргроньє високо оцінював ван Гьотца і вважав, що він єдиний, хто може впоратися з невдачами голландців.
В 1894 році ван Гьотц отримав звання підполковника. В 1897 році він став полковником, начальником генерального штабу Батавії. Він зміг переконати генерал-губернатора ван дер Вейка в правильності своїх військових ідей. В 1898 році ван Гьотц став генерал-майором і був призначений військовим і цивільним губернатором Ачеху. Крістіан Снук-Хюргроньє став його радником. Ван Гьотц використав протиріччя між ачехською аристократією і улемами, послабивши спротив повстанців. Він використовував тактику спаленої землі, сформував невеликі мобільні загони, що могли ефективно протистояти партизанам.
Ван Гьотц наказав полковнику Годфріду Конраду Ернсту ван Далену знищити будь-який опір повстанців. Під командуванням генерала була знищена низка сіл, в результаті чого загинуло не менше 2900 ачехців, серед них 1150 жінок і дітей. Голландці втратили лише 26 солдат. 
До 1903 року тактика ван Гьотца змусила низку повстанських лідерів, зокрема султана Мухамеда Дауда здатися голландській владі. Султанат Ачех припинив своє існування в 1903 році. Незважаючи на це, спротив улемів продовжувався до 1913 року.
Ван Гьотц вважався героєм Нідерландів. Його називали "Пацифікатором Ачеху". В 1904 році він був призначений генерал-губернатором Ост-Індії. На цій посаді ван Гьотц скоротив адміністративний апарат і проводив політику підкорення всіх досі незалежних індонезійських монархій за межами Яви. Була відкрита мережа сільських шкіл.
В 1908 році ван Гьотц подав у відставку і поселився в Амстердамі.
Він активно цікавився справами в колоніях. Брав участь у створенні Колоніального музею (нині Королівський тропічний інститут). Під час першої світової війни він допомагав у створенні системи оборони колоній. Після смерті дружини він відійшов від політичного життя. помер в швейцарському місті Монтре 11 липня 1924 року. 9 червня 1927 року був перепохований на кладовищі в Амстердамі. Він був першою людиною не з королівської родини, яка була удостоєна державного поховання.

## Пам'ятники
Впродовж 1920-х — 1930-х років пам'ятники ван Гьотцу були встановлені в багатьох містах Нідерландів і Голландської Ост-Індії. 15 червня 1935 року за участю королеви Вільгельміни був відкритий пам'ятник в Амстердамі. Він неодноразово був пошкоджений під час акцій протесту і в 2004 році він був перейменований в пам'ятник Індії-Нідерландів. Більшість пам'ятників на території Ост-Індії були знищені.
Після того, як голландці покинули територію Індонезії в 1949 році з колишніх частин армії Голландської Ост-Індії був сформований полк імені ван Гьотца.

## Нагороди
Ачехська медаль
Лицар першого класу ордену Віллема (1876)
Командор військового ордену Віллема (1899)
Лицар ордену Нідерландського лева (1899)
Гранд-офіцер ордену Віллема (1901)
Великий хрест ордену Віллема (1903)
Гранд-офіцер ордену Оранських-Нассау
Великий хрест ордену Нідерландського лева (4 грудня 1919)
Експедиційний хрест
Медаль за вислугу років
Великий хрест ордену Червоного орла

## Галерея

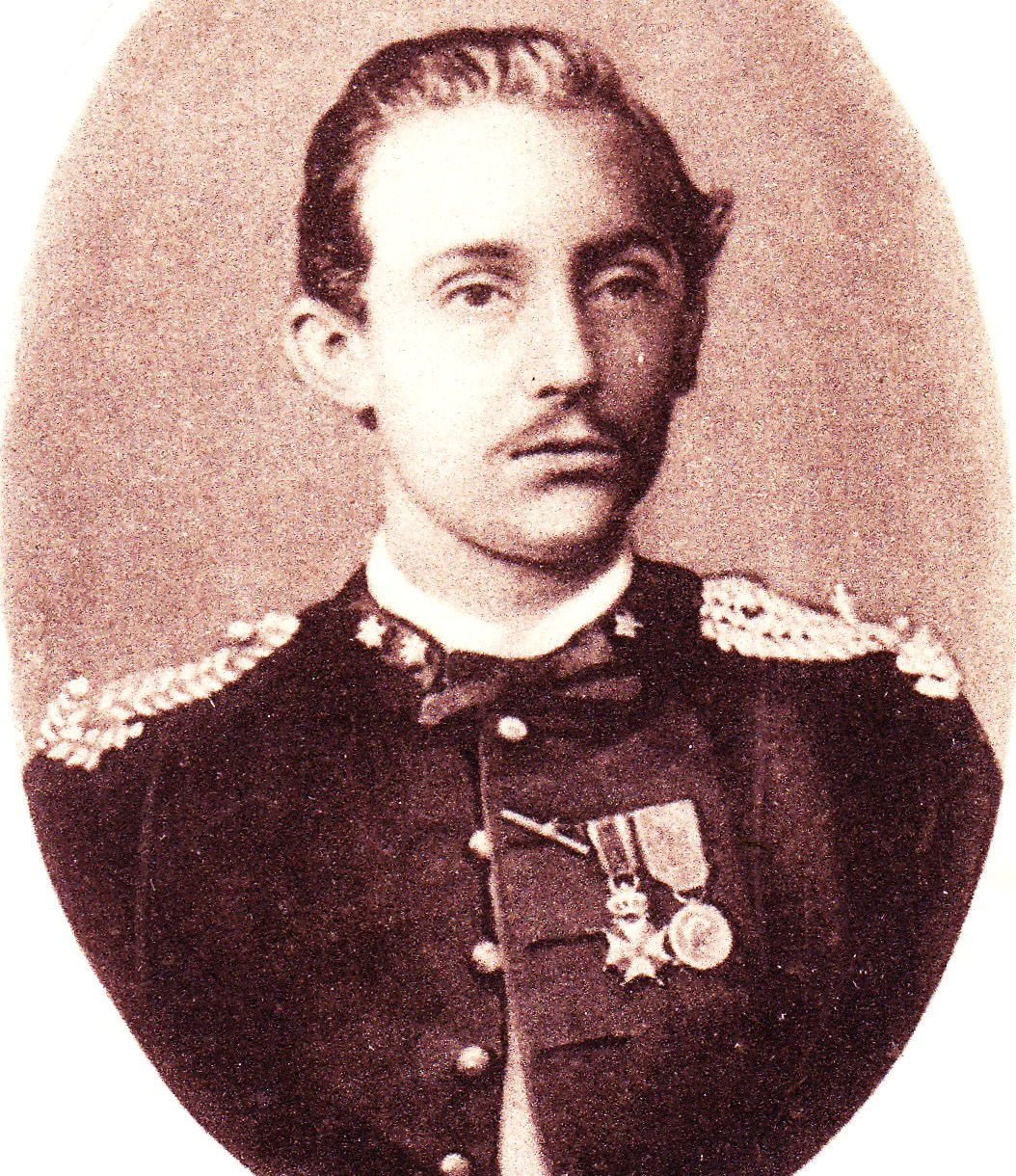
Ван Гьотц в молодості
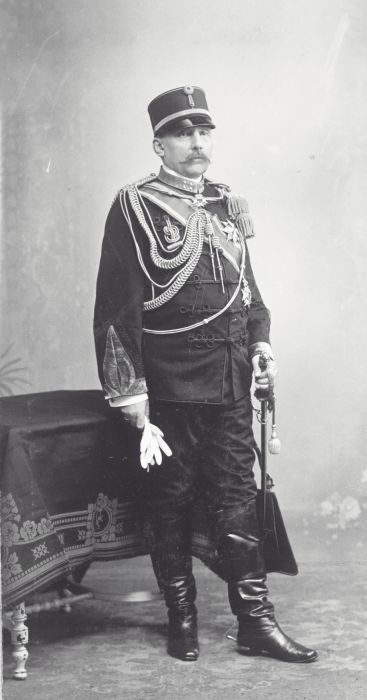
Фотографія ван Гьотца. Колекція Музею тропіків
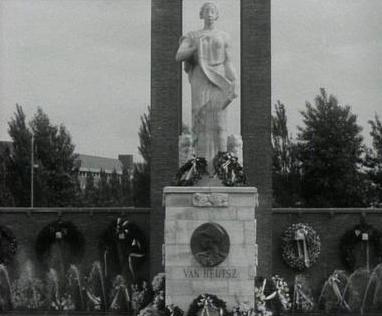
Відкриття пам'ятнику в Амстердамі
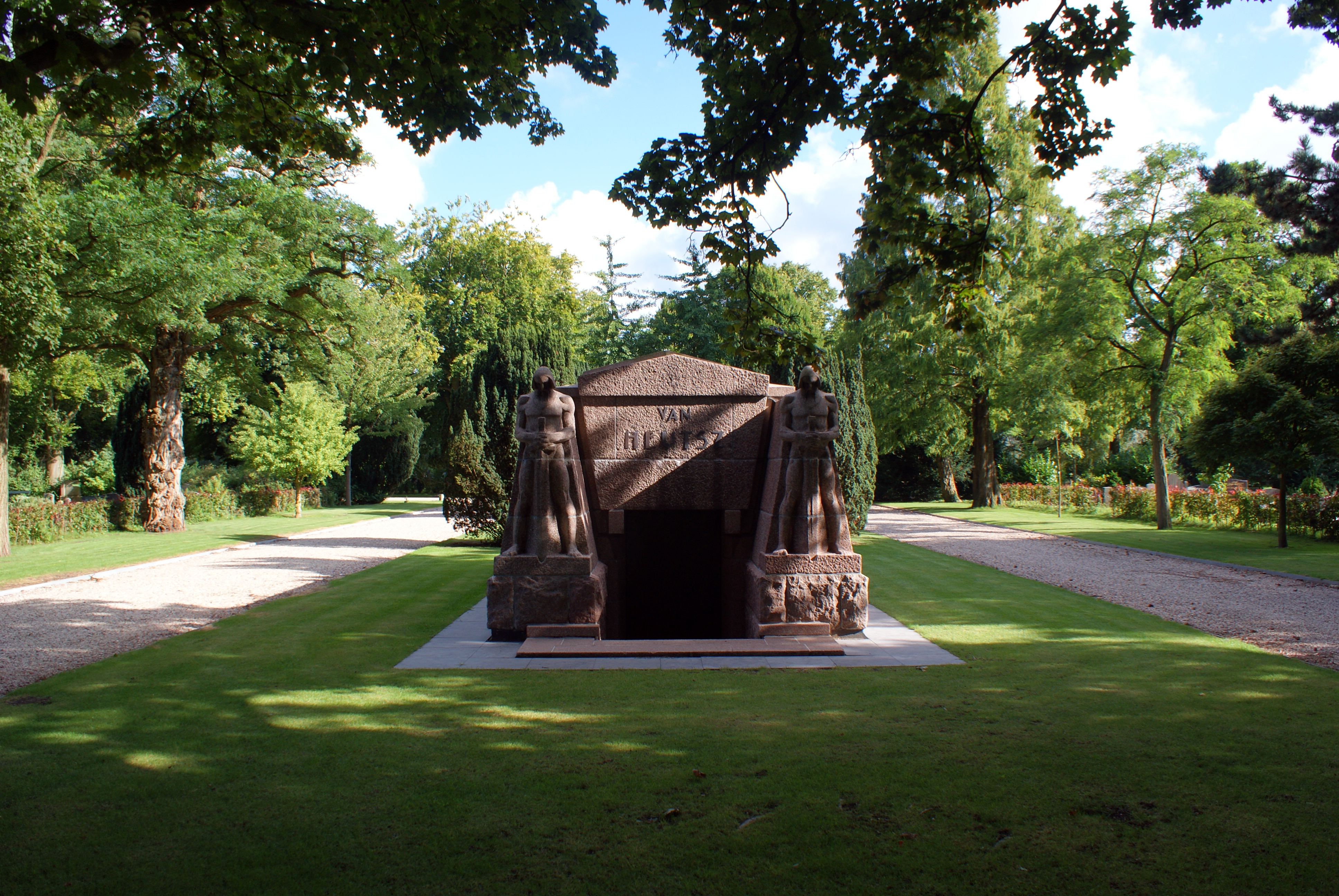
Могила ван Гьотца
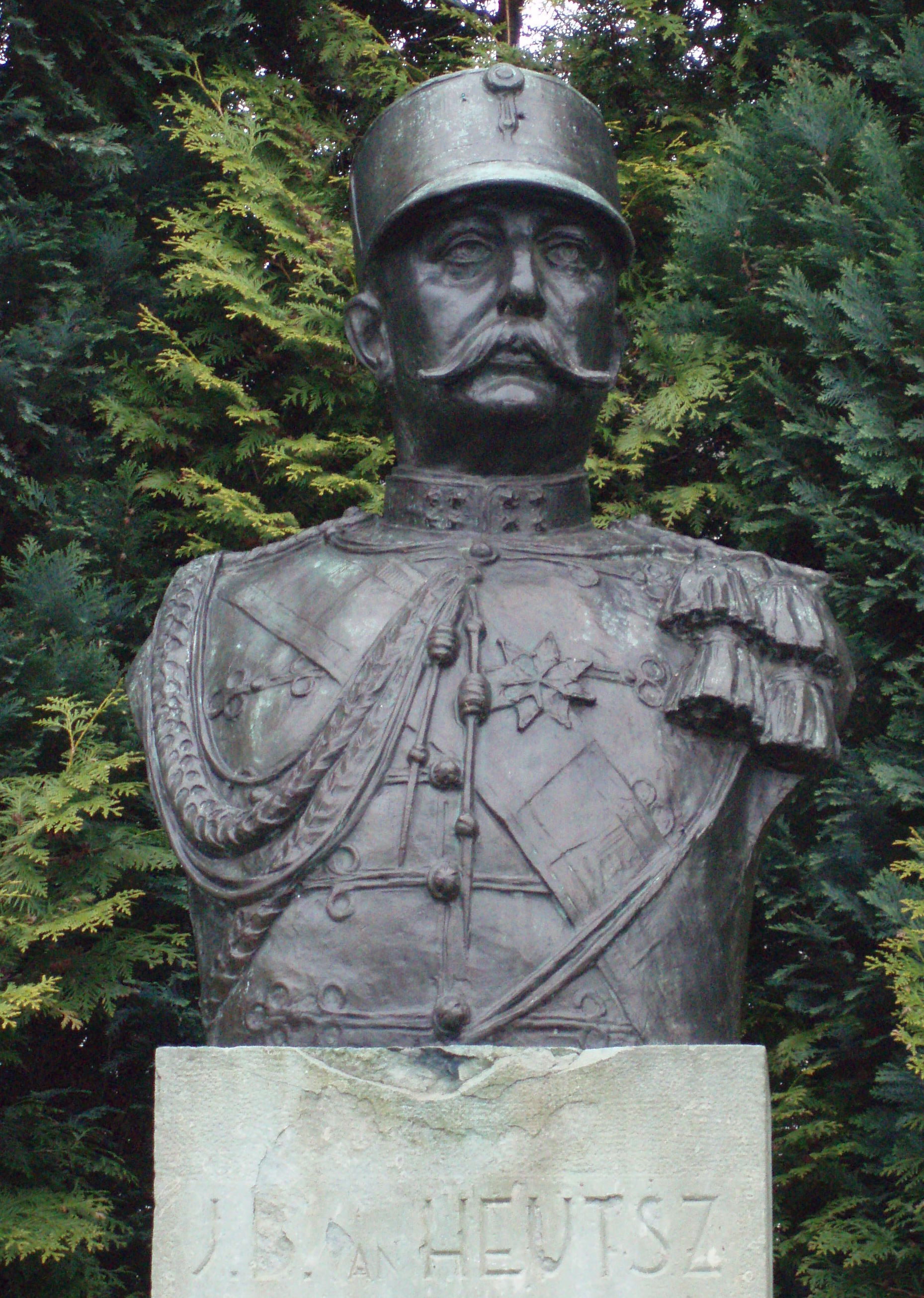
Бюст ван Гьотца в Кувордені